# Peter Shor
Peter Shor Williston (14 de agosto de 1959) es un profesor estadounidense de matemáticas aplicadas en el MIT, famoso por su trabajo en computación cuántica, en particular por elaborar el algoritmo de Shor, un algoritmo cuántico de factorización exponencialmente más rápido que el mejor algoritmo conocido actualmente que se ejecuta en un ordenador clásico.

## Educación
Mientras asistía a Tamalpais High School, en Mill Valley, California, quedó tercero en la Olimpíada Matemática en EE. UU de 1977. [5] Después de graduarse de ese año, ganó un segundo premio en la Olimpiada Internacional de Matemáticas en Yugoslavia (el equipo de EE. UU. alcanzó el mayor número de puntos por país este año). [6] [7] Él recibió su Bachelor of Science en Matemáticas en 1981, para estudios de pregrado en Caltech, y fue un miembro de Putnam en 1978. Luego obtuvo su doctorado en Matemáticas Aplicadas por el MIT en 1985. Su director de tesis fue Tom Leighton, y su tesis fue sobre el análisis probabilístico de algoritmos bin-packing.

## Carrera
Después de graduarse, pasó un año en una posición posdoctoral en la Universidad de California en Berkeley, y luego aceptó un puesto en los Laboratorios Bell. Fue allí donde desarrolló el algoritmo de Shor, para el que fue galardonado con el Premio Nevanlinna en el XXIII Congreso Internacional de Matemáticos en 1998.
Shor MIT inició su posición actual en 2003. En el pasado, Shor ha impartido cursos del MIT 18.310: Principios de Matemática Aplicada, 18,409: Quantum Information Science, 18,435: Computación cuántica, 18,091: Exposición de Matemáticas, 18,424: Seminario de Teoría de la Información, y 18,434: Seminario en Theoretical Computer Science. Shor siempre se refiere al algoritmo de Shor como «el algoritmo de factorización».
Actualmente es profesor en el Departamento de Matemáticas en el MIT, que también está afiliado a CSAIL y el Centro de Física Teórica (CTP).